# Сутун
Сутун (кит. упр. 苏通大桥) — 8206-метровый вантовый мост через реку Янцзы, соединяющий расположенные в дельте реки китайские городской округ Наньтун и городской уезд Чаншу в городском округе Сучжоу. Название моста образовано путём сращения названий Сучжоу и Наньтуна.
Крепится пилонами на семь пролётов, центральный из которых имеет длину 1088 метров. Среди вантовых мостов, по высоте пилонов (306 м) он уступает лишь виадуку Мийо и Русскому мосту, а по длине пролёта — лишь второму из упомянутых мостов. Рекордный пролёт японского моста Акаси-Кайкё (1991 м) относится к мостам другого типа — подвесным.
Строительство моста потребовало вложений в сумме свыше 1,7 млрд. долларов и продолжалось с июня 2003 по май 2008 г. Официальное открытие Сутунского моста состоялось 30 июня 2008 г.
7-й по высоте мост в мире.

## Галерея

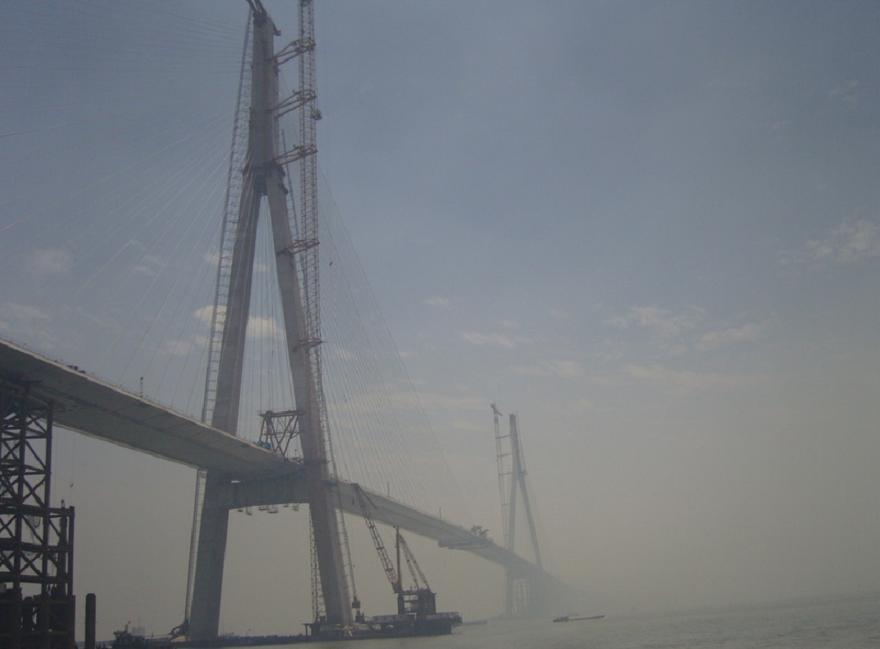
Вид моста во время строительства (Май 2007 года)
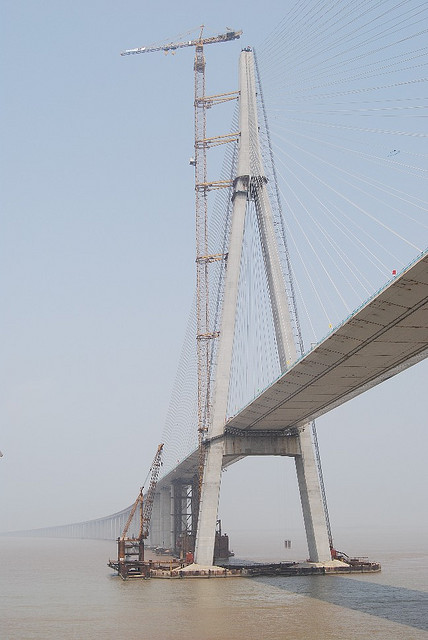
Август 2007 года
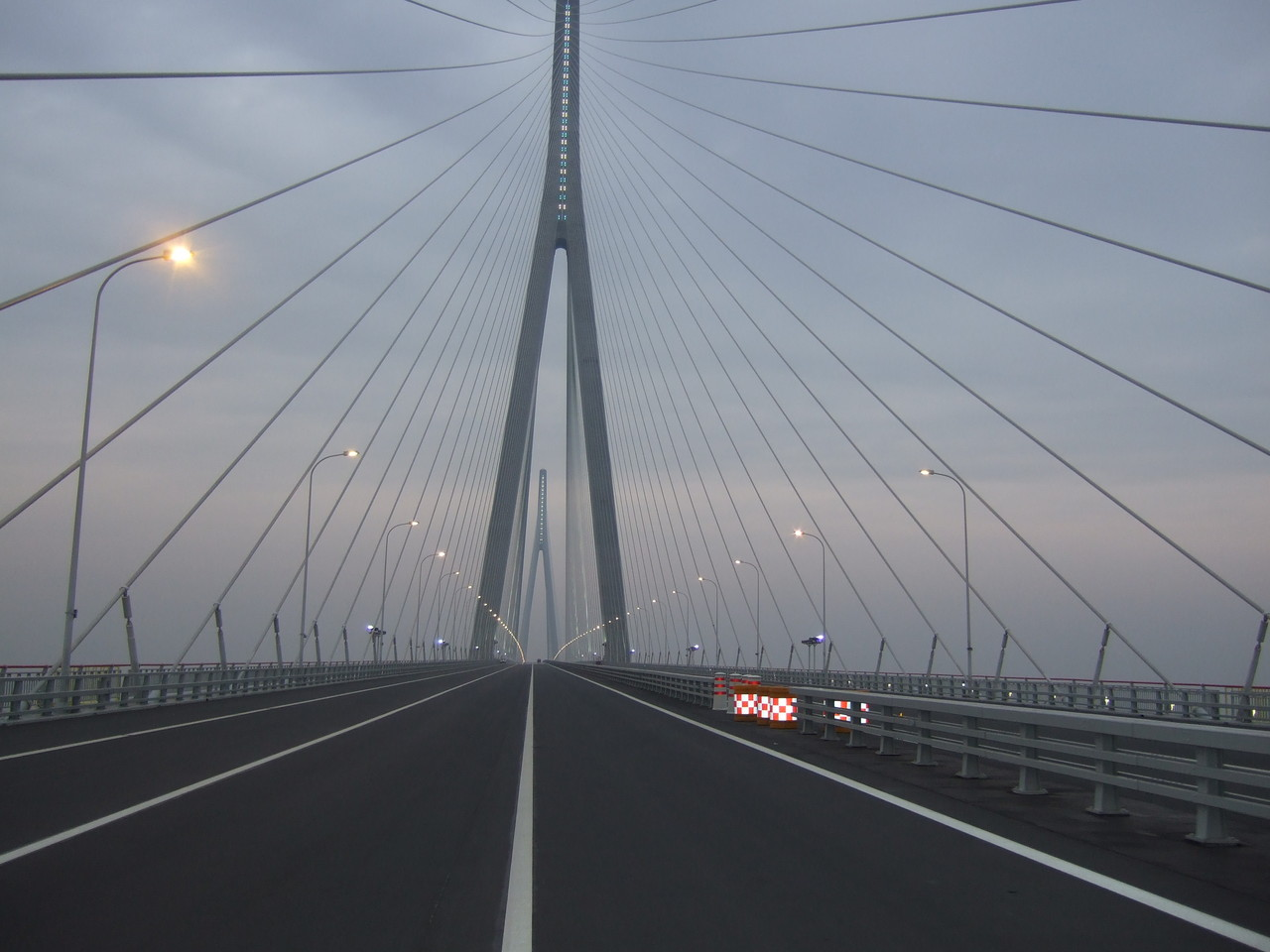
Вид на пилон моста с дорожного покрытия (2008 год)